# Mùa bão Đại Tây Dương 2022
Mùa bão Đại Tây Dương 2022 là một sự kiện mà theo đó, các xoáy thuận nhiệt đới, cận nhiệt đới hình thành ở Đại Tây Dương, phía Bắc xích đạo trong năm 2022. Hằng năm mùa bão chủ yếu diễn ra từ khoảng tháng 6 đến tháng 11, trong đó các xoáy thuận nhiệt đới tập trung nhiều nhất vào tháng 9 do môi trường rất thuận lợi như nhiệt độ nước biển nóng nhất trong năm, gió cắt yếu... Có rất ít xoáy thuận nhiệt đới hình thành trong khoảng thời gian từ tháng 12 đến tháng 5 tại đây do môi trường bất lợi để bão có thể phát triển. Đây là mùa bão hoạt động ở mức xấp xỉ dưới trung bình năm 1991 - 2020 với 16 xoáy thuận nhiệt đới hình thành, trong đó có 14 cơn bão nhiệt đới, 8 cơn đạt từ cấp 1 trở lên và chỉ có 2 cơn đạt từ cấp 3 trở lên. Cơn bão đầu tiên của mùa là Alex hình thành vào ngày 5 tháng 6 và điều đó khiến mùa bão 2022 không có cơn nào hình thành trước mùa, lần đầu tiên kể từ 2014. Cơn bão Ian là cơn bão cấp 5 đầu tiên kể từ Lozenzo năm 2019; đây cũng là cơn bão gây thiệt hại lớn nhất mùa bão 2022 với 160 người chết và thiệt hại lên đến hơn 113 tỷ USD (2023).

## Dòng thời gian
| Thang bão Đại Tây Dương |      |     |    |    |    |    |    |
| TNXTNĐ                  | ATNĐ | BNĐ | C1 | C2 | C3 | C4 | C5 |

## Danh sách các xoáy thuận nhiệt đới

### Bão nhiệt đới Alex
Vào ngày 31 tháng 5, một vùng áp suất thấp lớn đã phát triển gần Bán đảo Yucatán, một phần liên quan đến tàn tích lưu vực Thái Bình Dương của cơn bão Agatha tương tác với một rãnh cấp trên trên Vịnh Mexico. Vùng thấp di chuyển về phía đông trên Bán đảo Yucatán, tạo ra một khu vực rộng lớn có mưa rào và dông trên bán đảo và tây bắc Biển Caribe vào ngày 1 đến ngày 2 tháng 6. Do mối đe dọa mà hệ thống đang phát triển gây ra đối với Cuba, Florida Keys và Nam Florida, Trung tâm Bão Quốc gia đã đưa ra lời khuyên về hệ thống này, chỉ định nó là Bão nhiệt đới Tiềm năng Một lúc 21:00 UTC ngày 2 tháng 6. Khi nó tiến về phía đông bắc qua Vịnh Mexico, vùng nhiễu động bị cắt giảm theo hướng nam 25–35 dặm / giờ (35–55 km / h), điều này đã hạn chế khả năng tăng cường sức gió của nó. Vào ngày 3 tháng 6, hai sứ mệnh của Huricane Hunters vào hệ thống đã phát hiện thấy đối lưu sâu đang diễn ra gần và ở phía đông của trung tâm, nhưng không có bằng chứng thuyết phục về một hoàn lưu bị đóng. Đầu ngày hôm sau, tâm nhiễu động rộng và không được xác định đã di chuyển qua phía tây bắc Florida. Sau đó, sau khi di chuyển vào Đại Tây Dương vào cuối ngày hôm đó, một trung tâm được xác định rõ hình thành với đủ đối lưu, dẫn đến việc nó được nâng cấp thành Bão nhiệt đới Alex vào lúc 06:00 UTC vào ngày 5 tháng 6. Cơn bão đã mạnh lên một chút sau đó cùng ngày, đạt được sức gió duy trì 70 dặm / giờ (110 km / giờ) khi nó đi qua phía tây Bermuda. Ngay sau đó, Alex bắt đầu quá trình chuyển đổi thành bão ngoài nhiệt đới, quá trình hoàn tất vào lúc 21:00 UTC vào ngày 6 tháng 6. Vài ngày sau, hệ thống này di chuyển đến phía tây của Scotland và gần Quần đảo Faroe, trước khi suy yếu nhanh chóng khi di chuyển về phía Na Uy, mà nó đạt được vào ngày 13 tháng 6.

### Bão nhiệt đới Bonnie
Một đợt sóng nhiệt đới đã di chuyển ngoài khơi bờ biển phía tây bắc của châu Phi khoảng 10 ° N vào ngày 23 tháng 6, tạo ra một khu vực mưa rào và dông lớn nhưng. Hoàn lưu gió cấp thấp liên quan đến hệ thống được xác định rõ hơn và mưa dông gia tăng vào ngày 25-26 tháng 6, khi nó di chuyển dọc theo hướng tây sang tây tây bắc về phía quần đảo Windward ở cực nam. Một nhiệm vụ của NOAA Hurricane Hunters vào ngày 27 tháng 6, đã báo cáo những cơn gió mạnh-bão nhiệt đới ở phía bắc của vùng nhiễu động, nhưng chỉ ra rằng nó chưa cho thấy một hoàn lưu khép kín được xác định rõ ràng. Mặc dù nó chưa thể được phân loại là xoáy thuận nhiệt đới, nhưng do mối đe dọa mà hệ thống này gây ra đối với Lesser Antilles, Trung tâm Bão Quốc gia (NHC) đã đưa ra khuyến cáo về nó với tên gọi Bão nhiệt đới tiềm năng 2 vào cuối ngày hôm đó. Sau đó, sau khi di chuyển qua quần đảo Windward phía nam vào cuối ngày 28 tháng 6, vùng nhiễu động đã tăng tốc về phía tây với vận tốc 43 km / h về phía bờ biển Nam Mỹ.Trong vài ngày tiếp theo, hệ thống đã đi qua phía bắc của Venezuela, nơi nó bị cản trở trong việc phát triển một dòng lưu thông cấp thấp khác biệt do tốc độ di chuyển nhanh và sự tương tác của nó với đất liền. Tuy nhiên, trong khi đó nó tạo ra những cơn gió liên tục có cường độ bão nhiệt đới. Khi vùng nhiễu động di chuyển về phía Trung Mỹ vào sáng ngày 1 tháng 7, nó đã có đủ yếu tố để được phân loại là bão nhiệt đới và được đặt tên là Bonnie. Được di chuyển trong môi trường SST ít cắt và ấm, Bonnie bắt đầu mạnh lên một cách đều đặn. Vào lúc 03:00 UTC ngày 2 tháng 7, Bonnie đổ bộ gần biên giới Costa Rica-Nicaragua với cường độ cao nhất trong Đại Tây Dương với sức gió duy trì là 50 dặm / giờ (85 km / giờ). Bonnie sau đó băng qua Trung Mỹ và đi vào lưu vực Đông Thái Bình Dương 12 giờ sau đó.

### Bão Ian
Trong khoảng thời gian từ ngày 14 tháng 9 đến ngày 15 tháng 9, một làn sóng nhiệt đới nổi lên Đại Tây Dương từ bờ biển phía tây châu Phi và di chuyển về phía tây trong vài ngày kèm theo mưa rào và giông bão hỗn loạn. Mặc dù hệ thống đã đạt được đối lưu bổ sung khi đến vùng đông nam Caribe vào ngày 21 tháng 9, nhưng độ đứt gió đã ngăn cản sự phát triển hơn nữa. Tuy nhiên, đến 06:00 UTC ngày 23 tháng 9, áp thấp nhiệt đới số 9 đã hình thành cách Aruba khoảng 150 mi (240 km) về phía đông-đông bắc. Áp thấp nhiệt đới di chuyển theo hướng Tây Tây Bắc do một sống núi cao đang hình thành và mạnh lên thành Bão nhiệt đới Ian vào đầu ngày hôm sau. Ian sau đó quay về phía tây và ban đầu không thể tăng cường thêm trong môi trường có độ đứt gió từ trung bình đến mạnh. Sau khi uốn cong về phía tây bắc, cơn bão đã mạnh lên thành cuồng phong vào sáng sớm ngày 26 tháng 9. Sau đó, Ian mạnh lên nhanh chóng, trở thành một cơn bão lớn vào khoảng 24 giờ sau đó. Khoảng 08:30 UTC ngày 27 tháng 9, cơn bão đổ bộ vào Cuba gần La Coloma , tỉnh Pinar del Río , với sức gió 125 dặm/giờ (205 km/giờ). Bão suy yếu rất chậm khi đi qua Cuba và tiến vào Vịnh Mexico vào khoảng 14:00 UTC. 
Sáng sớm ngày 28 tháng 9, Ian tấn công Dry Tortugas , Florida với sức gió 125 dặm/giờ (205 km/giờ) khi cơn bão di chuyển theo hướng bắc-đông bắc dọc theo một rãnh rộng và rìa phía tây của một áp cao cận nhiệt đới. Các điều kiện thuận lợi ở Vịnh Mexico sau đó cho phép bắt đầu một giai đoạn đào sâu nhanh khác. Vào lúc 12:00 UTC ngày 28 tháng 9, Ian nhanh chóng đạt được trạng thái Cấp 5 và đạt đỉnh với sức gió duy trì tối đa là 160 dặm/giờ (260 km/giờ) và áp suất khí quyển tối thiểu là 937 mbar (27,7 inHg). Điều kiện ít thuận lợi hơn khiến Ian suy yếu thành bão cấp 4 trước khi đổ bộ vào Đảo Cayo Costa , Florida, với sức gió 150 dặm/giờ (240 km/giờ), lúc 19:05 UTC. Khoảng một tiếng rưỡi sau, cơn bão đổ bộ gần Punta Gorda, với sức gió 145 dặm/giờ (230 km/giờ). Bão suy yếu khi đi chậm qua bán đảo Florida, giảm xuống trạng thái bão nhiệt đới khi tiến vào Đại Tây Dương gần Mũi Canaveral lúc 12:00 UTC ngày 29 tháng 9. Mặc dù phần lớn vùng đối lưu của nó đã dịch chuyển về phía bắc của tâm bão, Ian nhanh chóng tăng cường trở lại thành một cơn bão sáu giờ sau đó. Sáng sớm ngày 30 tháng 9, cơn bão tăng tốc sau khi chuyển hướng bắc. Ian đổ bộ lần cuối lúc 18:05 UTC gần Georgetown, Nam Carolina với sức gió 80 dặm/giờ (130 km/giờ). Cơn bão nhanh chóng hợp nhất với một frông lạnh và chuyển thành một xoáy thuận ngoại nhiệt đới vào lúc 00:00 UTC ngày 1 tháng 10. Vài giờ sau, tàn tích của Ian tan trên Bắc Carolina. 
Trong giai đoạn phát triển ban đầu, hệ thống này đã mang gió giật mạnh và mưa lớn đến Trinidad và Tobago,  quần đảo ABC , và đến bờ biển phía bắc của Nam Mỹ vào ngày 21–22 tháng 9.  Ian cũng gây ra 5 cái chết ở Cuba.  Phần lớn các khu vực phía tây của đất nước hứng chịu gió bão mạnh và lượng mưa lớn, vượt quá 20 in (510 mm) tại một số khu vực.  Do đó, Ian để lại những tác động lớn đến các nhà máy, bệnh viện, đường xá, trang trại thuốc lá và nhà cửa,  với hơn 100.000 ngôi nhà bị hư hại hoặc phá hủy chỉ riêng ở tỉnh Pinar del Río. Ba tỉnh ban đầu bị mất điện, nhưng sau đó toàn bộ lưới điện quốc gia bị sập.  Tình trạng ngập lụt đáng kể do triều cường xảy ra dọc theo bờ biển của Vịnh Guanahacabibes và Isla de la Juventud.  Triều cường và gió lớn dẫn đến thiệt hại nặng nề ở Tây Nam Florida . Quận Lee , nơi Ian thực hiện hai trận đổ bộ ở cường độ cấp 4 và tạo ra triều cường đạt đỉnh 7,25 ft (2,21 m) ở Fort Myers , đã báo cáo một số mức độ tác động đối với 52.514 công trình, với 5.369 trong số đó bị phá hủy và 14.245 công trình khác bị hư hại nặng. Cầu và đường bộ, đặc biệt là dọc theo bờ biển hoặc trên các đảo chắn, cũng bị ảnh hưởng nặng nề. ở lân cậnCollier County , gió mạnh và triều cường đã gây thiệt hại lớn cho hơn 3.500 tòa nhà và phá hủy 33 tòa nhà khác. Các dải ngoài của Ian đã tạo ra 14 cơn lốc xoáy ở Florida, bao gồm một cơn lốc xoáy EF-2 đã gây ra thiệt hại đáng kể cho một số chung cư và làm bị thương hai người ở Kings Point .  Ian cũng gây ra lũ lụt lịch sử trên khắp miền Trung Florida do tổng lượng mưa trên diện rộng thường dao động từ 10–20 in (250–510 mm), với Osceola , Seminole và Volusiaquận báo cáo thiệt hại hoặc phá hủy hàng ngàn tòa nhà và nhà cửa. Hơn 3,28 triệu khách hàng trên toàn tiểu bang bị mất điện. Ước tính có khoảng 150 trường hợp tử vong xảy ra ở Florida, với 36 trường hợp tử vong trực tiếp được báo cáo ở Quận Lee. Sau đó, lượng mưa lớn và triều cường đã gây ra thiệt hại từ Carolinas đến Maryland , nhưng ở mức độ thấp hơn nhiều so với ở Florida. Ian cũng để lại 5 ca tử vong ở North Carolina và 1 ca ở Virginia, tất cả đều do nguyên nhân gián tiếp. Nhìn chung, Ian đã gây ra thiệt hại khoảng 112,9 tỷ USD ở Hoa Kỳ, khiến nó trở thành cơn bão nhiệt đới gây thiệt hại lớn thứ ba của quốc gia. 

## Thống kê mùa bão
| Thang bão Saffir–Simpson |     |    |    |    |    |    |
| ATNĐ                     | BNĐ | C1 | C2 | C3 | C4 | C5 |

| Alex             | 05 – 06 tháng 6         | Bão nhiệt đới                  | 70 (110)  | 984  | Bán đảo Yucatán,Tây Cuba, Florida, Bahamas, Bermuda                                    | Không rõ | 3   |                   |
| Bonnie           | 23 tháng 6 – 2 tháng 7  | Bão nhiệt đới                  | 50 (85)   | 997  | Trinidad and Tobago, Grenada, Venezuela, Quần đảo ABC, Colombia, Costa Rica, Nicaragua | Rất ít   | ≥4  | [ 1 ]             |
| Colin            | 2 – 3 tháng 7           | Bão nhiệt đới                  | 40 (65)   | 1011 | Carolinas                                                                              | Rất ít   | 1   | [ 2 ]             |
| 04L              | 19 – 21 tháng 8         | Tiềm năng xoáy thuận nhiệt đới | 35 (55)   | 1011 | Carolinas                                                                              | Rất ít   | 0   | [ 3 ]             |
| Danielle         | 1 – 8 tháng 9           | Bão cấp 1                      | 90 (150)  | 972  | Tây Ban Nha, Bồ Đào Nha                                                                | Không rõ | 0   |                   |
| Earl             | 3 – 10 tháng 9          | Bão cấp 2                      | 105 (165) | 954  | Quần đảo Leeward, Puerto Rico, Bermuda, Đảo Newfoundland                               | Rất ít   | 2   | [ 4 ] [ 5 ] [ 6 ] |
| Tổng hợp mùa bão |                         |                                |           |      |                                                                                        |          |     |                   |
| 5 XTNĐ           | June 5 – Season ongoing |                                | 105 (165) | 954  | '                                                                                      | Minimal  | ≥11 |                   |

## Tên bão
Danh sách các tên sau đây sẽ được sử dụng cho các cơn bão được đặt tên hình thành ở Bắc Đại Tây Dương vào năm 2022. Các tên bị khai tử, nếu có, sẽ được Tổ chức Khí tượng Thế giới công bố vào mùa xuân năm 2023. Các tên không được rút khỏi danh sách sẽ được sử dụng lại trong mùa bão năm 2028. Đây là cùng một danh sách được sử dụng trong mùa bão năm 2016, chỉ khác là  đã thay thế tên Matthew và Otto bằng Martin và Owen.
| - Alex - Bonnie - Colin - Danielle - Earl - Fiona - Gaston | - Hermine - Ian - Julia - Karl - Lisa - Martin - Nicole | - Owen (chưa sử dụng) - Paula (chưa sử dụng) - Richard (chưa sử dụng) - Shary (chưa sử dụng) - Tobias (chưa sử dụng) - Virginie (chưa sử dụng) - Walter (chưa sử dụng) |